# Never Can Say Goodbye
Never Can Say Goodbye è una canzone scritta da Clifton Davis, ed originariamente registrata dal gruppo musicale statunitense The Jackson 5 nel 1971. Tra i maggiori successi del gruppo, ne sono state registrate negli anni successivi numerose cover, fra cui la più celebre rimane quella del 1974 della cantante statunitense Gloria Gaynor.

## Composizione e pubblicazione
Never Can Say Goodbye fu pubblicata dai Jackson 5 il 16 marzo 1971 in occasione dell'uscita, il mese successivo, dell'album Maybe Tomorrow. 
Nel brano un appena dodicenne Michael Jackson cantava un serioso brano d'amore con i cori dei fratelli.

## Accoglienza
Il singolo ebbe un notevole successo, raggiungendo la seconda posizione della classifica di Billboard e la prima della classifica dei singoli rhythm and blues.

## Cover

### Altre cover
Tra gli altri artisti che hanno inciso una cover della traccia vi sono Cal Tjader, The Sandpipers, Rahsaan Roland Kirk, Yazz, Herbie Mann, Sheena Easton, Vanessa Williams e Gerald Albright.
Nel 1987 il brano fu registrato dal gruppo britannico The Communards ed incluso nell'album Red. La versione del gruppo ottenne un ottimo riscontro di pubblico, arrivando al quarto posto della classifica ufficiale dei singoli e al secondo di quella disco di Billboard.
Nel corso della trasmissione televisiva italiana Non è la Rai la presentatrice Ambra Angiolini cantò in playback  il brano molte volte usando la voce di Antonella Tersigni e, significativamente, anche nell'ultima puntata, inserito nella compilation Non è la Rai 2 del 1993.
Anche i Musica Nuda hanno realizzato nel 2006 una versione di questo brano per l'album Musica nuda 2.
Nel 2012 la serie televisiva Glee, in un episodio tributo a Michael Jackson, ha riproposto una versione della canzone cantata da Quinn (Dianna Agron).